# Sialinsäuren

Sialinsäuren werden in der SNFG allgemein mit einer roten Raute dargestellt.

N-Acetylneuraminsäure in Sesselkonformation

N-Acetylneuraminsäure in Haworth-Schreibweise

Sialinsäuren (Synonym: Sialsäure, vom griechischen Wort σίαλον/sialon für Speichel) ist der Oberbegriff für die N- und O-substituierten Derivate der Neuraminsäure (Acylneuraminsäure). Häufig wird die im Menschen vorkommende N-Acetylneuraminsäure (NeuNAc oder NANA) als Sialinsäure bezeichnet. Der Begriff Sialinsäure umfasst aber auch eine Reihe weiterer Neuraminsäurederivate, auch wenn N-Acetylneuraminsäure die überwiegend vorkommende ist. Zu diesen Derivaten gehört zum Beispiel die in Mäusen vorkommende N-Glycolylneuraminsäure.

## Vorkommen
N-Acetylneuraminsäure ist ein charakteristischer Bestandteil von Aminozuckern, die für Zell-Zell-Interaktionen von Bedeutung sind. Sialinsäure dient unter anderem dem Schutz der Proteine vor dem Abbau durch Proteasen.
Als natürlicher Baustein kommt sie als prosthetische Gruppe in Glycoproteinen und in Gangliosiden (Glycolipiden) vor und ist dabei v. a. in Drüsensekreten, Zellmembranen und Blutplasma anzutreffen. Sialinsäurehaltige Glycoproteine (Sialoglycoproteine) sind wesentliche Bestandteile der Schleimstoffe (Mucine) und von Enzymen wie Lysosomen-Phosphatasen, Kallikrein, Erythropoetin, follikelstimulierendes Hormon (FSH) sowie von Transport- und Resorptionsproteinen  wie Caeruloplasmin (CP) und Transferrin. Die α-glycosidischen Bindungen von Sialinsäuren können durch Neuraminidasen gespalten werden. Ein aktuelles Beispiel für die Bedeutung der Sialinsäure sind die von der Sialinsäure abgeleiteten Neuraminidasehemmer Zanamivir und Oseltamivir, die als Wirkstoffe gegen Influenza eingesetzt werden.
In den Zellwänden von Colibakterien ist Sialinsäure ein Baustein des Polysaccharids Colominsäure, einem N-Acetyl-Neuraminsäure-Polymer.
Sialinsäurereste befinden sich auch auf Erythrozyten, jedoch verlieren sie diese mit der Zeit. So gealterte Erythrozyten werden in der Milz durch Makrophagen abgebaut.